# マリーゴールド
マリーゴールド（英語: marigold、学名：Tagetes）。キク科コウオウソウ属（マンジュギク属）のうち草花として栽培される植物の総称。また、花の色や形がよく似ている同じキク科の別属の植物であるキンセンカ（ポットマリーゴールド）を指すことがある。
この項では、コウオウソウ属(紅黄草属)について説明する。

## 属名の由来
エトルリアの神ターゲス（en:Tages）の名前から。

## 分布
アメリカ大陸の熱帯と温帯にかけて約50種が分布する。園芸種として栽培されるものには、フレンチやアフリカンを冠するものがあるが、すべてメキシコ原産でフランスやアフリカとは無縁である。

## 性状
一年草が多いが、一部多年草や亜灌木もある。茎は高さ30〜120cm、葉は濃い黄緑色、羽状複葉が対生する。全草に特有の香りがあるものが多い。種の発芽適温は20～25℃ぐらいで、発芽まで1週間ほどかかる。品種によっては、こぼれ種で毎年自然に育って咲くものもある。
4〜10月にかけて、茎に継続的に新たな蕾が発生し、直径2～5cmぐらいの鮮やかな黄・橙・暗赤色などの美しい花が咲く。咲いた花は1～2週間で萎れ、自然落下（または指で摘花）するが、1株の複数の茎に発生している蕾が次々に開花し、1株としては4～10月まで花が咲き続ける。10月以後、茎や葉が枯れる株があり、11月になると種の寿命限界で全ての株は枯れる。近年改良されたセンジュギクの一代交配種では、花径が15cmに達するものもある。
観賞目的の栽培が普通であるが、根に線虫の防除効果があるのでコンパニオンプランツとして作物の間などに植えられることもある。線虫の防除効果は、植物自身の合成するα-terthienylをはじめとした化合物によるものとの説が有力だが、共生する線虫捕食菌の働きのためだという説も浮上している。
特異な香りがあり、有毒植物と誤解されていた時期もある。ジョン・ジェラードは、花を噛んだ少年の唇が炎症を起こした、猫に与えたところ、猫が死んでしまった、などの話を伝えている。ウィリアム・ハンベリー（William Hanbury）も匂いが不快であると言及し、ジョン・パーキンソンは、花の色など見た目の美しさがなかったら庭に植えられる事は無かっただろうと推測している。嫉妬の象徴とみなされることもある。
マリーゴールドの仲間タゲテス属には50種ほどがあり、日本ではシオザキソウが帰化植物となっている。宿根性の種類では、柑橘系の強い香りのあるT・レモニー（レモン・マリーゴールド）、甘い香りで切り花にも利用されるT・ルシダ（ミント・マリーゴールド）がある。

## 主な種
アフリカン・マリーゴールド Tagetes erecta
和名：センジュギク（千寿菊）、サンショウギク（山椒菊）
フレンチ・マリーゴールド Tagetes patula
和名：コウオウソウ（紅黄草）、クジャクソウ（孔雀草）、マンジュギク（万寿菊）
メキシカン・マリーゴールド Tagetes tenuifolia
和名：ホソバコウオウソウ、ヒメコウオウソウ
レモン・マリーゴールド Tagetes lemmonii
和名の千と万は、大きさではなく開花期の長さなので、T. erecta のほうを万寿菊にするのは誤りである。また、すべて原産地はメキシコで、フランスやアフリカ大陸には自生していない。導入の過程で誤謬により命名されたものと考えられる。アフリカン・マリーゴールドは16世紀初頭にスペインに輸入され、ヨーロッパに帰化した。フレンチ・マリーゴールドは、最初パリの庭園に植えられ、そこからヨーロッパ全域に波及した。日本には江戸時代、寛永年間に渡来した。学名のタゲテスはエトルリア人に占術を伝授した神話の人物ターゲス(Tages)に由来する。
なお日本には自生していないが、シオザキソウ（T. minuta ）が一部帰化している。

## 成分
マリーゴールドはキク科に属す植物で、α－ターチエニールと呼ばれる成分を根から分泌する。この成分は土壌有害線虫（特にネグサレセンチュウ）に毒性を示し、鋤込まなくても線虫防除効果が得られる。また、マリーゴールドの花が持つ独特の香りには、一部の害虫を遠ざける効果がある。香りに含まれるリモネンという成分がコナジラミを遠ざけるとされるほか、一部のアブラムシや蚊などもマリーゴールドの香りを嫌うと言われている。駆除するほどの強い力はないが、害虫を寄せ付けない効果が期待できる。

## 文化
聖母マリアの祭日に咲いていたため「聖母マリア様の黄金の花」とも呼ばれている。
メキシコでは死者の日の祝祭を彩る花として大量に栽培される。
マリーゴールドは、太陽が昇ると同時に花開き、沈むとともに花が閉じたことから、「太陽の花」というニックネームが付いていた。「亭主の時計」という別名もある。
清教徒革命で処刑された英国のチャールズ1世は、幽閉された際「マリーゴールドは太陽を見ている。わが臣民が朕が見ているより熱心に。」という言葉を残した。

## 利用
花・葉共に直接食用とすることはないが、色素を抽出して食品添加物という間接的な形で使用されている。